# Diego José Abad
 Diego José Abad  (1727 - 1779) foi um teólogo e poeta mexicano, nasceu em La Lagunita, Jiquilpan de Juárez. Ingressou muito jovem na Companhia de Jesus. Com a expulsão dos jesuítas, foi para Itália, onde morreu. No ano seguinte à sua morte surgiu a edição definitiva da sua obra: Heroica de Deo Homine Carmina, uma espécie de suma teológica e vida de Cristo em verso, que está repleta de artificiosidade e barroquismo.